# Philaenus parallelus
Philaenus parallelus är en insektsart som beskrevs av Robert Edwards Carter Stearns 1918. Philaenus parallelus ingår i släktet Philaenus och familjen spottstritar. Inga underarter finns listade i Catalogue of Life.